# 横川寛人
横川 寛人（よこかわ ひろと、1988年9月19日 - ）は、日本の映画監督。静岡県沼津市出身。東京芸術大学美術学部彫刻科卒業。東京芸術大学大学院美術研究科彫刻専攻修了。

## 略歴
幼少の頃から特撮映画が好きで映画監督を志し、高校生の頃より自主映画を制作し始める。
2014年、大学の卒業制作で立体と映像を組み合わせた作品『Dr.サイエンス』が台東区長奨励賞を受賞。
2018年、宝田明や螢雪次朗などが出演する『大仏廻国 The Great Buddha Arrival』を企画・監督し、劇場公開デビュー。
2020年、未公開映画『大群獣ネズラ』の舞台裏を描く『ネズラ1964』が公開。
2022年、昭和に人気を博した「怪猫映画」の再映画化『怪猫狂騒曲』が公開。

## 作品

### 長編映画
- 『大仏廻国 The Great Buddha Arrival』（2018年）
- 『ネズラ1964』（2020年）
- 『怪猫狂騒曲』（2022年）
- 『HOSHI 35/ホシクズ』（2023年）[6]

### 短編映画
- 『の・622』（2018年）[7]
- 『Hedorah Silent Spring』（2019年）[8]
- 『変装人間』（2020年）
- 『ヤツアシ』（2021年）[9]
- 『恐怖のガス』（2021年・TikTok TOHO Film Festival 2021 ファイナリスト入賞作品）[10]
- 『ツクモ砂漠の秘宝』（2022年・TikTok TOHO Film Festival 2022 ファイナリスト入賞作品）[11]
- 『HOSHI 35/怪獣の巫女』（2023年）

### テレビドラマ
- 『葵くん、また、ジム行くんだ?』（2025年2月24日- 、BSフジ）[12]

### ミュージックビデオ
- 串田アキラ「大群獣ネズラ」（2020年）[13]
- 伴大介「ゴーゴー・キカイダー」（2022年）[14]

### ドキュメンタリー
- 『メイキングまとめました』（2022年・『大仏廻国』『ネズラ1964』『怪猫狂騒曲』のメイキングドキュメンタリー）[15]
- 『南極の空を飛ぶ -ヘリコプターパイロットに密着-』（2023年・フジニュースネットワーク南極観測隊ドキュメンタリー）[16]
- 『HOSHI 35/小高恵美アニバーサリープロジェクト』（2023年・小高恵美デビュー35周年ドキュメンタリー）[17]

### CM
- NTTコミュニケーションズ ドコモビジネス（2024年）[18]

### その他
- CD『ハレンチ学園音楽大全』（2021年） ジャケットデザイン[19]
- CD『春くれば2022／伴大介&金属恵比須／作曲：渡辺宙明』（2022年） ジャケットデザイン[20]
- 企画『ハニワットプロジェクト』（2025年） プロデューサー[21]